# 김 닷컴

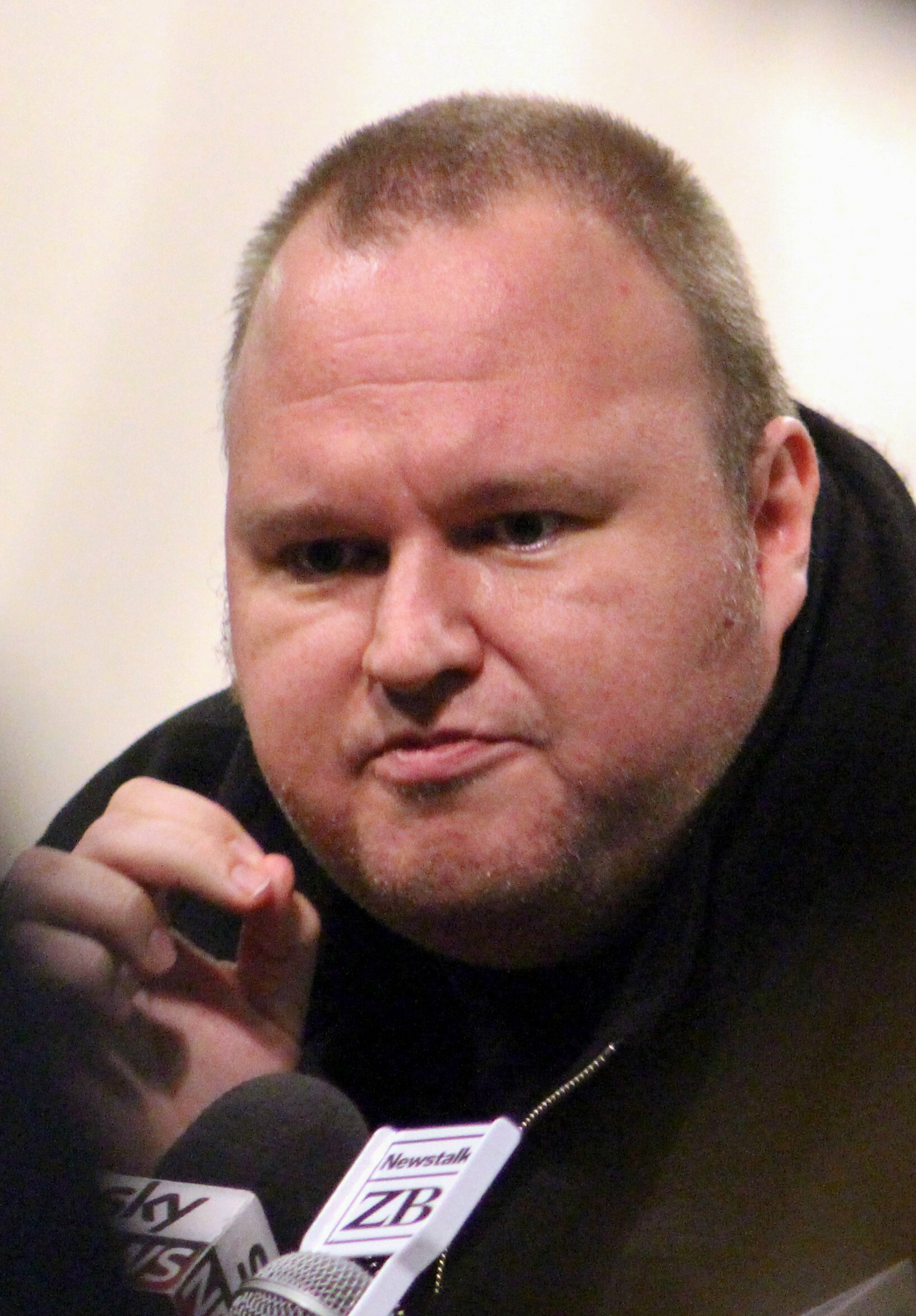

김 닷컴(Kim Dotcom), 킴블(Kimble) 또는 김 팀 짐 베스터(Kim Tim Jim Vestor, 성씨 Schmitz, 1974년 1월 21일 ~ )는 뉴질랜드 글레노키에 거주하는 독일-핀란드 인터넷 기업가이자 정치 활동가이다.
1990년대 독일에서 해커이자 인터넷 기업가로 명성을 얻었다. 1994년에 도난당한 전화카드 번호를 밀수한 혐의로 체포되었다. 1998년 컴퓨터 사기 혐의 11건, 데이터 스파이 혐의 10건 및 기타 다양한 혐의로 유죄 판결을 받고 2년의 집행유예를 선고받았다. 2003년에 태국에서 독일로 추방되었고, 그곳에서 2003년 11월에 횡령에 대해 유죄를 인정했으며, 5개월 동안 감옥에서 재판을 기다린 후 다시 20개월의 유예를 받았다.
닷컴은 사라진 파일 호스팅 서비스 메가업로드(2005~2012)의 창립자이자 전 CEO이다. 2012년 미국 법무부는 닷컴의 웹사이트를 압수하고 저작권 침해, 돈세탁, 공갈, 송금 사기 등의 혐의로 닷컴을 기소했다. 닷컴은 당시 뉴질랜드에 거주하고 있었다. 2012년 미국 당국의 요청으로 뉴질랜드 경찰이 그의 집을 급습해 체포했다. 닷컴은 그의 미국 송환을 막기 위해 보석금을 내고 법적 절차를 시작했다.
2017년 뉴질랜드 법원은 메가업로드와 관련된 사기 혐의로 닷컴이 미국으로 송환될 수 있다고 판결했다. 닷컴은 어떠한 잘못도 부인했으며 미국 당국이 정치적으로 영향력 있는 할리우드 스튜디오를 대신하여 그에 대한 복수를 추구하고 있다고 비난했다. 2018년 뉴질랜드 항소법원은 하급법원의 판결을 지지했다. 닷컴은 2020년에 닷컴이 미국으로 송환될 수 있지만 사법 심사를 통해 결정에 이의를 제기할 수 있다고 판결한 뉴질랜드 대법원에 항소했다. 그의 인도 명령은 결국 2024년 8월 15일에 서명되었다.
2013년에 닷컴은 MEGA (클라우드 스토리지)라는 또 다른 클라우드 스토리지 서비스를 시작했지만 2015년에 이 서비스와의 모든 관계를 끊었다. 또한 인터넷 파티(Internet Party)를 시작하고 자금을 지원했다. 이 정당은 마나 운동(Mana Movement)과 선거 동맹을 맺고 2014년 뉴질랜드 총선에 출마했고, 2017년 총선에도 독립적으로 출마했지만 두 선거 모두에서 의석을 확보하지 못했다.
2017년 닷컴은 세스 리치 살해 사건에 대한 음모론을 퍼뜨리는 역할을 했다.